# Volvo Open 1988
Swedish Open 1988, також відомий під назвою Volvo Open 1988 - чоловічий і жіночий тенісний турнір, що проходив на відкритих кортах з ґрунтовим покриттям у Бостаді (Швеція). Належав до Grand Prix circuit в рамках Туру 1988і турнірів 1-ї категорії в рамках Туру WTA 1988. Відбувсь усороперше і тривав з 11 до 17 липня 1988 року. Марсело Філіппіні здобув титул в одиночному розряді серед чоловіків.

## Фінальна частина

### Одиночний розряд, чоловіки
Марсело Філіппіні —  Франческо Канчелотті 2–6, 6–4, 6–4

### Одиночний розряд, жінки
Ізабель Куето —  Сандра Чеккіні 7–5, 6–1
- Для Куето це був 1-й титул за рік і 2-й - за кар'єру.

### Парний розряд, чоловіки
Патрік Баур /  Удо Ріглевскі —  Стефан Едберг /  Niclas Kroon 6–7, 6–3, 7–6
- Для Баура це був єдиний титул за сезон і 1-й — за кар'єру. Для Ріглевскі це був єдиний титул за сезон і 2-й - за кар'єру.

### Парний розряд, жінки
Сандра Чеккіні /  Мерседес Пас —  Лінда Феррандо /  Сільвія Ла Фратта 6–0, 6–2
- Для Чеккіні це був 2-й титул за сезон і 9-й — за кар'єру. Для Пас це був 1-й титул за рік і 9-й — за кар'єру.